# Z biegiem lat, z biegiem dni…
Z biegiem lat, z biegiem dni… – polski serial historyczno-obyczajowy z 1980 roku w reżyserii Andrzeja Wajdy i Edwarda Kłosińskiego.

## O serialu
Serial jest opowieścią o losach dwóch krakowskich rodzin, jego akcja toczy się w latach 1874-1914.
Serial jest adaptacją utworów pisarzy młodopolskich i międzywojennych, takich jak:
- Michał Bałucki (Dom otwarty – odc. 1)
- Gabriela Zapolska (Sezonowa miłość – odc. 2; Moralność pani Dulskiej – odc. 7; Śmierć Felicjana Dulskiego – odc. 8)
- Jan August Kisielewski (W sieci – odc. 3; Karykatury – odc. 4; Ostatnie spotkanie – odc. 5)
- Zygmunt Kawecki (Dramat Kaliny – odc 6)
- Juliusz Kaden-Bandrowski (Łuk – odc. 8)

Teksty tych twórców złożyła w jedną całość scenarzystka Joanna Olczak-Ronikier. W ten sposób powstało dzieło, które ukazuje obraz polskiego społeczeństwa z przełomu XIX i XX wieku.
Pierwowzorem serialu był siedmiogodzinny spektakl "Z biegiem lat, z biegiem dni...", który Andrzej Wajda wystawił na deskach Starego Teatru w Krakowie w 1978 roku, w sześćdziesiątą rocznicę odzyskania niepodległości. Ponieważ wystawione na deskach krakowskiego teatru przedstawienie odniosło sukces, reżyser zdecydował się stworzyć serial.

## Tytuły odcinków
1. Kraków 1874
2. Kraków 1886
3. Kraków 1898
4. Kraków 1901
5. Kraków 1902
6. Kraków 1905
7. Kraków 1907
8. Kraków 1914

## Postacie
Postacie, które wystąpiły w więcej niż jednym odcinku serii (domyślnie uszeregowane wg domniemanej daty urodzenia):
| postać                  | # odcinków | 1874 | 1886 | 1898 | 1901 | 1902 | 1905 | 1907 | 1914 |
| ----------------------- | ---------- | ---- | ---- | ---- | ---- | ---- | ---- | ---- | ---- |
| wuj Chomiński           | 3          | ×    | ×    | ×    |      |      |      |      |      |
| Michał Bałucki          | 2          |      |      | ×    | ×    |      |      |      |      |
| Władysław Chomiński     | 6          | ×    | ×    | ×    | ×    |      | ×    |      | ×    |
| Felicjan Dulski         | 5          | ×    | ×    |      |      | ×    |      | ×    | ×    |
| Janina Chomińska        | 8          | ×    | ×    | ×    | ×    | ×    | ×    | ×    | ×    |
| Aniela Chomińska/Dulska | 5          | ×    | ×    | ×    |      |      |      | ×    | ×    |
| matka Zofii             | 2          |      |      |      | ×    |      | ×    |      |      |
| Alfons Fikalski         | 2          | ×    |      |      |      | ×    |      |      |      |
| były aktor Trybulak     | 4          |      |      |      | ×    | ×    | ×    |      | ×    |
| służąca Katarzyna       | 5          | ×    | ×    | ×    |      |      | ×    | ×    |      |
| konspirator Marcin      | 3          |      |      |      |      |      | ×    | ×    | ×    |
| Aleksander Rolewski     | 3          |      |      | ×    |      | ×    |      |      | ×    |
| Tadeusz Żeleński        | 5          |      |      | ×    | ×    | ×    | ×    |      | ×    |
| Jerzy Boreński          | 2          |      |      | ×    |      | ×    |      |      |      |
| Stacha Podlipska        | 2          |      |      | ×    |      | ×    |      |      |      |
| Emilia Chomińska        | 6          |      | ×    | ×    | ×    |      | ×    | ×    | ×    |
| Antoni Relski           | 5          |      |      | ×    | ×    | ×    | ×    |      | ×    |
| Bronik                  | 5          |      |      | ×    | ×    | ×    | ×    |      | ×    |
| Zbyszko Dulski          | 7          |      | ×    | ×    | ×    | ×    | ×    | ×    | ×    |
| Wicia Chomińska         | 6          |      | ×    | ×    | ×    | ×    |      | ×    | ×    |
| policjant-poeta         | 2          |      |      |      | ×    |      | ×    |      |      |
| Zofia (potem Relska)    | 3          |      |      |      | ×    |      | ×    |      | ×    |
| Julia Chomińska         | 4          |      | ×    | ×    |      | ×    |      |      | ×    |
| Józio Chomiński         | 5          |      |      | ×    | ×    | ×    | ×    |      | ×    |
| Misia Chomińska         | 5          |      |      | ×    | ×    |      | ×    | ×    | ×    |
| Mela Dulska             | 2          |      |      |      |      |      |      | ×    | ×    |
| Hesia Dulska            | 2          |      |      |      |      |      |      | ×    | ×    |
| Fredzio Chomiński       | 2          |      |      |      |      |      | ×    |      | ×    |
| Heniek Relski           | 2          |      |      |      | ×    |      |      |      | ×    |
| Jerzyk Rolewski         | 2          |      |      |      |      | ×    |      |      | ×    |
| Michaś (syn Misi)       | 2          |      |      |      |      |      |      | ×    | ×    |

## Główne role
- Izabella Olszewska – Janina Chomińska
- Bolesław Nowak – Władysław Chomiński
- Daniel Olbrychski – Stanisław Wyspiański
- Teresa Budzisz-Krzyżanowska – Julia Chomińska, córka Janiny i Władysława Chomińskich, zamężna Rolewska
- Jerzy Radziwiłowicz – Jerzy Boreński
- Mieczysław Grąbka – Antoni Relski
- Ewa Kolasińska – Zośka, żona Relskiego
- Andrzej Buszewicz – Aleksander Rolewski, mąż Julii Chomińskiej
- Jerzy Bińczycki – Felicjan Dulski
- Anna Polony – Aniela Dulska
- Jerzy Stuhr – Alfons Fikalski, aranżer wieczorów tanecznych
- Tomasz Hudziec – Jerzyk Rolewski, syn Julii i Aleksandra
- Renata Kretówna – Hanka, służąca Dulskich
- Jacek Romanowski – Tadeusz Boy-Żeleński
- Leszek Piskorz – Zbyszko Dulski, syn Anieli i Felicjana
- Dorota Pomykała – panna Ciuciumkiewiczówna
- Elżbieta Karkoszka – Emilka Chomińska, córka pani Janiny
- Ewa Ciepiela – Wicia Chomińska, córka pani Janiny
- Monika Niemczyk – Misia Chomińska, córka pani Janiny
- Jan Kochanowski – Józio Chomiński, syn pani Janiny
- Roman Stankiewicz – wuj Janiny i Anieli
- Halina Wojtacha – Katarzyna, służąca Chomińskich
- Wiesław Wójcik – Bronik
- Juliusz Grabowski – Michał Bałucki
- Maria Zając-Radwan – Stacha Podlipska-Gorecka, przyjaciółka Julii Chomińskiej
- Andrzej Hudziak – dziennikarz Witoldyński
- Stanisław Gronkowski – aktor Trybulak
- Zofia Więcławówna – matka Zośki
- Ryszard Łukowski – żandarm-poeta
- Jerzy Trela – socjalista Marcin
- Magdalena Jarosz – Hesia Dulska, córka Anieli i Felicjana
- Grażyna Laszczyk – Mela Dulska, córka Anieli i Felicjana
- Antoni Żukowski

Wystąpili także:
Odcinek 1:
- Wiktor Sadecki – Franciszek Józef I
- Jerzy Grzegorzewski – Jan Matejko
- Halina Kuźniakówna
- Wanda Kruszewska
- Henryk Majcherek
- Urszula Kiebzak
- Anna Halcewicz
- Maria Bujas
- Bogna Gębik
- Halina Smólska
- Anna Chudzikiewicz
- Melania Sadecka
- Zbigniew Szpecht
- Zbigniew Kosowski
- Edward Dobrzański
- Ryszard Bromowicz
- Leszek Świgoń
- Krzysztof Heliasz
- Ryszard Wojnarowicz
- Wiesław Olejniczak

Odcinek 2:
- Jan Nowicki – aktor Jan Kozicki
- Janina Bachleda-Curuś
- Marek Skup
- Zofia Niwińska
- Tomek Ronikier
- Anna Tomaszewska
- Jerzy Bączek
- Monika Rasiewicz
- Adam Romanowski

Odcinek 3:
- Jerzy Święch – Stanisław Przybyszewski
- Małgorzata Dukiet
- Marta Stebnicka – kobieta oceniająca "Szał" Podkowińskiego"
- Halina Kwiatkowska

Odcinek 4:
- Tadeusz Jurasz – Wojtek Migdał, starający się o rękę Zośki
- Stanisław Radwan – pianista w restauracji
- Jan Monczka – aktor występujący w "Weselu"
- Zygmunt Józefczak – mężczyzna przy zwłokach Bałuckiego
- Zbigniew Paleta – skrzypek
- Krzysztof Globisz – "Chochoł" w Weselu
- Andrzej Dopierała

Odcinek 5:
- Stefan Szramel – Gorecki, mąż Podlipskiej
- Alicja Bienicewicz – zakonnica
- Ferdynand Wójcik – kelner

Odcinek 6:
- Marek Litewka – aktor kabaretu "Zielony balonik"
- Tadeusz Huk – woźnica Jankiel
- Jerzy Fedorowicz – żandarm
- Jan Krzyżanowski – socjalista Janek
- Julian Jabczyński – Jan Michalik, właściciel kawiarni

Odcinek 7:
- Krystyna Brylińska

Odcinek 8:
- Paweł Kruszelnicki – Fredzio Chomiński, syn pani Janiny
- Elżbieta Willówna – Lila, żona Zbyszka Dulskiego
- Danuta Maksymowicz – Basia, żona Józia Chomińskiego
- Agnieszka Mandat – Mania, służąca Dulskich
- Marcin Sosnowski – Franio Karaś, chłopak Mani
- Piotr Kąkolewski – Henio Relski, syn Zośki i Antoniego